# Sinaiella sabulosa
Sinaiella sabulosa es una especie de mantis de la familia Mantidae.

## Distribución geográfica
Se encuentra en Arabia Saudita.